# Li Xiaoshuang
Li Xiaoshuang (förenklad kinesiska: 李小双; traditionell kinesiska: 李小雙; pinyin: Lǐ Xiǎoshuāng), född den 1 november 1973 i Xiantao, Kina, är en kinesisk gymnast.
Han tog OS-brons i ringar, OS-silver i lagmångkampen och OS-guld i fristående i samband med de olympiska gymnastiktävlingarna 1992 i Barcelona.
Han tog OS-guld i den individuella mångkampen, OS-silver i lagmångkampen och OS-silver i fristående i samband med de olympiska gymnastiktävlingarna 1996 i Atlanta.
Han är tvilling till Li Dashuang.